# Niels Bennike
Niels Bennike (ur. 6 sierpnia 1925 w Kopenhadze, zm. 8 marca 2016) – piłkarz duński, występujący na pozycji pomocnika.
W latach 1945–1950 rozegrał 7 meczów w reprezentacji Danii. Z zespołem Kjøbenhavns Boldklub trzykrotnie zdobył mistrzostwo Danii (1948, 1949, 1950).